# 筑波家
筑波家（つくばけ）は、山階宮家の分家にあたる華族の侯爵家。

## 歴史
山階宮菊麿王の第三王子藤麿王は昭和3年（1928年）7月に請願により臣籍降下して筑波の家名を賜い、華族の侯爵に列せられた。
藤麿は戦前には東京帝国大学文学部国史科卒業後、大学院で史学の研究を専攻し、日唐通交や日唐関係に関する著作を出版している。また神武天皇聖櫃調査委員会委員長も務めた。住居は東京市渋谷区代々木本町にあった。戦後の昭和21年（1946年）からは靖国神社宮司を務めた。
その長男の常治は農学者で科学評論家だった。